# Nogometni Klub Široki Brijeg 2012-2013

## Rosa 2012-2013
| N. |                                 | Ruolo | Calciatore          |
| -- | ------------------------------- | ----- | ------------------- |
| 1  | Stati Uniti (bandiera)          | P     | Oliver Jackson      |
| 2  | Croazia (bandiera)              | D     | Damir Džidić        |
| 3  | Croazia (bandiera)              | D     | Ivica Džidić        |
| 4  | Bosnia ed Erzegovina (bandiera) | D     | Danijel Kožul       |
| 5  | Bosnia ed Erzegovina (bandiera) | D     | Slavko Brekalo      |
| 6  | Bosnia ed Erzegovina (bandiera) | D     | Edin Bertoša        |
| 7  | Bosnia ed Erzegovina (bandiera) | C     | Mario Ljubić        |
| 8  | Croazia (bandiera)              | D     | Vedran Ješe         |
| 9  | Bosnia ed Erzegovina (bandiera) | C     | Ricardo Santos Lago |
| 10 | Bosnia ed Erzegovina (bandiera) | C     | Dalibor Šilić       |
| 11 | Bosnia ed Erzegovina (bandiera) | A     | Krešimir Kordić     |
| 12 | Bosnia ed Erzegovina (bandiera) | P     | Luka Bilobrk        |
| 13 | Bosnia ed Erzegovina (bandiera) | D     | Mladen Jurićević    |

| N. |                                 | Ruolo | Calciatore      |
| -- | ------------------------------- | ----- | --------------- |
| 14 | Bosnia ed Erzegovina (bandiera) | C     | Davor Landeka   |
| 15 | Brasile (bandiera)              | C     | Wagner          |
| 16 | Bosnia ed Erzegovina (bandiera) | C     | Dino Čorić      |
| 17 | Croazia (bandiera)              | C     | Ante Serdarušić |
| 18 | Bosnia ed Erzegovina (bandiera) | C     | Jure Ivanković  |
| 19 | Croazia (bandiera)              | A     | Mateo Roskam    |
| 21 | Bosnia ed Erzegovina (bandiera) | C     | Damir Zlomislić |
| 22 | Slovenia (bandiera)             | C     | Sandro Bloudek  |
| 23 | Bosnia ed Erzegovina (bandiera) | P     | Robert Mikulić  |
| 24 | Bosnia ed Erzegovina (bandiera) | A     | Ivan Barišić    |
| 25 | Bosnia ed Erzegovina (bandiera) | D     | Stipe Marković  |
| 26 | Bosnia ed Erzegovina (bandiera) | C     | Zvonimir Kožulj |